# Sóng Rayleigh
Sóng Rayleigh là một loại sóng bề mặt di chuyển trên bề mặt của chất rắn. Chúng có thể được tạo ra trong các chất liệu bằng nhiều cách, chẳng hạn như bằng tác động hoặc bởi truyền áp điện, và thường được sử dụng trong kiểm tra không phá hủy cho việc xác địch sai sót. Chúng là một phần của sóng địa chấn được tạo ra trên trái Đất bởi động đất. Khi di chuyển trong các lớp đá chúng được gọi là sóng lamb, sóng Rayleigh-Lamb, hoặc sóng Rayleigh tổng quát. Trong tiếng Anh ngành địa vật lý thăm dò, sóng Rayleigh còn được gọi là "ground roll" (cuốn mặt đất).

## Đặc điểm

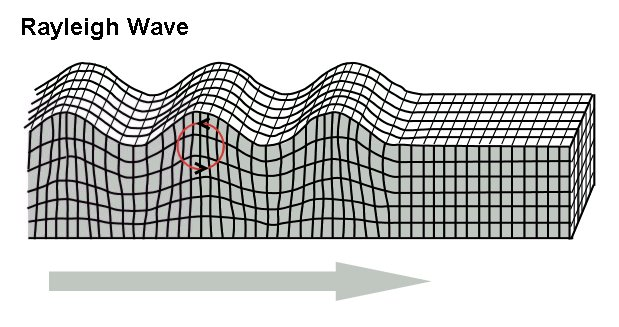
Hình ảnh của sóng Rayleigh.

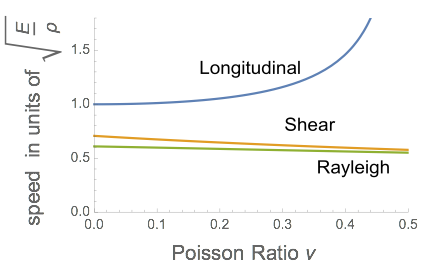
So sánh giữa vận tốc sóng Rayleigh và sóng cắt và sóng dọc ở môi trường đàn hồi đẳng hướng. Vận tốc được diễn tả theo đơn vị không có kích thước

Sóng Rayleigh là một loại sóng bề mặt di chuyển gần bề mặt của chất rắn. Sóng Rayleigh bao gồm cả chuyển động dọc và ngang có biên độ giảm theo cấp số nhân khi khoảng cách di chuyển tăng lên. Có chênh lệch pha giữa các thành phần của chuyển động.
Sự tồn tại của sóng Rayleigh đã được dự đoán trong năm 1885 bởi Nam tước Rayleigh thứ 3, sau đó, nó được đặt tên theo tên ông. Ở chất rắn đẳng hướng sóng này làm cho các hạt ở bề mẳ di chuyển theo hình elip trong mặt phẳng vuông góc với bề mặt và song song với hướng lan truyền – trục chính của hình elip là dọc. Ở bề mặt và gần bề mặt chuyển động này là ngược, đó là chuyển động của hạt trên về mặt ngược chiều kim đồng hô khi sóng di chuyển từ trái sang phải. Ở độ sâu lớn hơn hạt chuyển động trở nên thuận, cùng chiều di chuyển của sóng. Ngoài ra, biên độ chuyển động giảm dần và độ lệch tâm thay đổi khi độ sâu tăng. Độ sâu của sự di chuyển lớn trong chất rắn xấp xỉ bằng bước sóng âm thanh. Sóng Rayleigh khác với các loại sóng mặt hoặc sóng âm thanh khác như sóng Love và sóng lamb.
Sóng Rayleigh có tốc độ thấp hơn một chút so với sóng cắt bởi một yếu tố phụ thuộc vào hằng số đàn hồi của các chất liệu. Tốc độ điển hình của sóng Rayleigh trong kim loại là khoảng 2–5 km/s, và vận tốc điển hình ở mặt đất là 50–300 m/s. Với vật liệu đàn hồi tuyến tính có tỉ lệ Poisson dương ({\displaystyle \nu >0}), tốc độ sóng Rayleigh có thể được ước lượng bởi công thức: {\displaystyle c_{R}/c_{S}={\frac {0.862+1.14\nu }{1+\nu }}}. Vì sóng Rayleigh bị giới hạn ở bề mặt, biên độ tại bề mặt khi được tạo ra bởi một điểm nguồn phân rã vớ tỉ lệ {\displaystyle } {\displaystyle } là khoảng cách xuyên tâm. Sóng bề mặt do đó phân rã theo khoảng cách chậm hơn so với sóng khối, sóng mà truyền đi 3 chiều từ nguồn. Sự phân rã chậm này là điều các nhà địa chấn học đặc biệt quan tâm; Sóng Rayleigh có thể di vòng quanh địa cầu nhiều lần sau một trận động đất lớn mà vẫn còn đo được khá lớn.
Trong địa chấn học, sóng Rayleigh là sóng mặt quan trọng nhất, và có thể được tạo ra bởi (ngoài động đất), ví dụ, sóng biển, những vụ nổ, tàu và các phương tiện giao thông, hoặc tác động của một cái búa.

### Sự phân tán sóng Rayleigh
Trong môi trường đàn hồi đồng đẳng tuyến tính mô tả bởi hệ số Lame {\displaystyle \lambda } và {\displaystyle \mu } có một tốc độ là nghiệm của phương trình
{\displaystyle \zeta ^{3}-8\zeta ^{2}+8\zeta (3-2\eta )-16(1-\eta )=0,}
với {\displaystyle \zeta =\omega ^{2}/k^{2}\beta ^{2}}, {\displaystyle \eta =\beta ^{2}/\alpha ^{2}}, {\displaystyle \rho \alpha ^{2}=\lambda +2\mu }, và {\displaystyle \rho \beta ^{2}=\mu }.  VÌ phương trình này không có kích thước đồng bộ, giới hạn biên làm cho sóng Rayleigh không phân tán.
Một trường hợp đặc biệt là chất rắn Poisson, mà  {\displaystyle \lambda =\mu } {\displaystyle \omega /k=\beta {\sqrt {0.8453}}}.
Hằng số đàn hồi thường thay đổi với độ sâu, do sự thay đổi tính chất của môi trường. Điều này có nghĩa là vận tốc của sóng Rayleigh trong thực tế trở nên phụ thuộc vào các bước sóng (và do đó cả tần số), một hiện tượng được gọi là phân tán. Sóng bị ảnh hưởng bởi phân tán có hình dạng di chuyển khác nhau. Sóng Rayleigh ở chất rắn đàn hồi đồng nhất không có phân tán, như đã nói ở trên. Tuy nhiên, nếu một vật rắn hoặc cấu trúc có khối lượng riêng hay vận tốc âm thanh thay đổi theo chiều sâu, sóng Rayleigh trở thành phân tán. Một ví dụ là sóng Rayleigh trên bề mặt trái Đất: những sóng có tần số cao đi chậm hơn so với những sóng có tần số thấp hơn. Điều này xảy ra vì sóng Rayleigh tần số thấp có bước sóng tương đối dài. Sự dịch chuyển của bước sóng dài đi vào sâu hơn trong Trái Đất so với bước sóng ngắn. Vì tốc độ của sóng trong trái Đất tăng tăng chiều sâu, những sóng có bước sóng dài (tần số thấp) có thể đi nhanh hơn sóng có bước sóng ngắn (tần số cao). Sóng Rayleigh vì vậy thường xuất hiện ở màn hình địa chấn kế ở các trạm thu thập dữ liệu xa hơn. Cũng có thể quan sát sóng Rayleigh phân tán trong những tấm mỏng hay nhiều lớp cấu trúc.

## Sóng Rayleigh trong thí nghiệm không phá hủy
Sóng Rayleigh được sử dụng rộng rãi trong việc xác định đặc điểm các môi trường, để tìm hiểu các đặc điểm cơ học và cấu trúc của vật thí nghiệm - ví dụ như xác định sự xuất hiện của mô đun gãy hoặc cắt. Điều này giống với các sóng mặt khác. Sóng Rayleigh sử dụng cho mục đích này có tần số trong phạm vi siêu âm.
Sóng Rayleigh được sử dụng ở các quy mô độ dài khác nhau và có thể dễ dàng được tạo ra hoặc xác định trên bề mặt vật rắn. Vì nó bị giới hạn ở độ sâu nhất định (~ bước sóng) phụ thuộc vào tần số của sóng, tần số khác nhau có thể được sử dụng cho thí nghiệm có quy mô độ dài khác nhau.

## Sóng Rayleigh trong các thiết bị điện tử
Sóng Rayleigh tuyên truyền ở tần số siêu âm (10-1000 MHz) được sử dụng rộng rãi trong các thiết bị điện tử khác nhau. Ngoài sóng Rayleigh, một số loại khác của sóng mặt âm thanh, ví dụ như sóng Love, cũng được dùng cho mục đích này. Ví dụ các thiết bị điện tử sử dụng sóng Rayleigh là bộ lọc, thiết bị cộng hưởng, dao động, bộ cảm biến áp suất nhiệt độ v.v. Hoạt động của các thiết bị sóng mặt âm thanh các dựa trên sự chuyển đổi của ban đầu của tín hiệu điện thành một làn sóng bề mặt đó, sau khi đạt được thay đổi quang phổ cần thiết của ban đầu điện tín hiệu như là một kết quả của tương tác với các loại bề mặt không đồng nhất khác nhau, rồi chuyển trở lại với tín hiệu bị thay đổi. Sự chuyển đổi của ban đầu điện lượng thành cơ năng (dưới dạng sóng mặt âm thanh) và quay lại được thực hiện thông qua việc sử dụng áp điện cho cả việc tạo ra và di chuyển sóng Rayleigh.

## Sóng Rayleigh trong địa vật lý

### Sóng Rayleigh từ động đất
Vì sóng Rayleigh là sóng bề mặt, biên độ của só các sóng được tạo ra bởi một trận động đất thường giảm theo cấp số nhân với độ sâu của tâm chấn (focus). Tuy nhiên, trận động đất lớn có thể tạo ra sóng Rayleigh di chuyển vòng quanh trái Đất nhiều lần trước khi phân huỷ.
Trong địa chấn học sóng dọc và sóng cắt được gọi là sóng P và sóng S lần lượt, và được gọi là sóng khối. Sóng Rayleigh được tạo ra bởi sự tương tác của sóng P và sóng S ở bề mặt của Trái Đất, và di chuyển với một tốc độ thấp hơn sóng P, S, Love. Sóng Rayleigh phát ra bên ngoài từ tâm chấn của một trận động đất di chuyển theo bề mặt của Trái Đất, vào khoảng 10 lần tốc độ âm thanh trong không khí (0,340 km/s), là ~3 km/s.
Do tốc độ của chúng cao hơn, sóng P và S được tạo ra bởi một trận động đất đến nơi trước các sóng mặt. Tuy nhiên, sự di chuyển của hạt trong sóng mặt lớn hơn sóng khối, vậy nên sóng mặt sóng có xu hướng gây nhiều thiệt hại. Trong trường hợp của sóng Rayleigh, chuyển động xảy ra một cách tự nhiên, giống như một sóng biển. Cường độ rung lắc của sóng Rayleigh tại một vị trí cụ thể phụ thuộc vào nhiều yếu tố:
- Kích thước của trận động đất.
- Khoảng cách đến trận động đất.
- Chiều sâu của trận động đất.
- Cấu trúc địa chất của lớp vỏ.
- Tâm chấn
- Hướng đứt gãy của động đất.

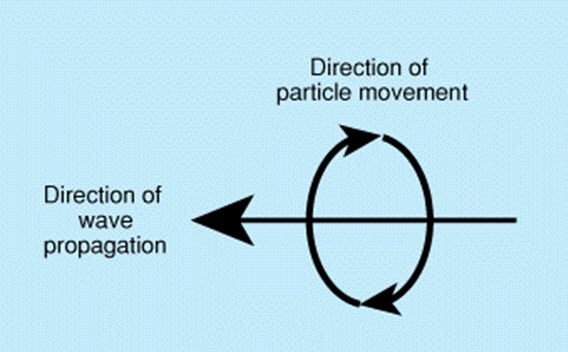
Xác định hướng sóng

Cấu trúc địa chất địa phương có thể phục vụ xác định hoặc làm mờ sóng Rayleigh, dẫn đến khác biệt rõ rệt trong sự rung lắc ở khoảng cách ngắn.

### Sóng Rayleigh ở địa chấn học
Sóng Rayleigh tần số thấp được tạo ra trong động đất đang được sử dụng trong địa chấn học để mô tả cấu trúc bên trong Trái Đất.
Trong phạm vi trung bình, sóng Rayleigh được sử dụng trong địa vật lý, và địa chất công trình cho các đặc tính của dầu mỏ. Những ứng dụng được dựa trên những hình dạng phân tán của sóng Rayleigh và kết quả của phân tích dựa trên dữ liệu thu được từ rung động bề mặt (ví dụ dùng búa, trận nổ nhỏ, thả vật nặng) hoặc từ địa chấn nhỏ. Sóng Rayleigh rất quan trọng cho việc quản lý tiếng ồn vì giao thông tạo ra rung động mặt đất.

## Biểu hiện khác

### Động vật
Sóng Rayleigh có tần số thấp (< 20 Hz) không nghe được, nhưng chúng có thể được phát hiện bởi rất nhiều loài động vật có vú, loài chim, côn trùng và nhện nên con người có thể phát hiện ra sóng Rayleigh qua một số dây thần kinh, nhưng thường con người không có nhận biết rõ ràng về tín hiệu. Một số loài động vật có vẻ sử dụng sóng Rayleigh để giao tiếp. Đặc biệt, một số nhà sinh học đưa ra giả thuyết voi có thể sử dụng tiếng rống để tạo ra sóng Rayleigh. Vì sóng Rayleigh phân rã chậm, thường có thể xác định được nó sau khi nó đã di chuyển một đoạn dài. Lưu ý rằng sóng Rayleigh này có tần số lớn hơn nhiều sóng Rayleigh ở động đất.
Sau Động đất Ấn Độ Dương năm 2004, một số người có suy đoán rằng sóng Rayleigh có mục đích cảnh báo động vật tìm những chỗ cao ráo hơn, cho phép chúng thoát khỏi trận sóng thần xảy ra sau đó. Tại thời điểm này, bằng chứng cho điều này chủ yếu là giai thoại. Còn có thể khả năng cảnh báo sớm của động vật là do sự cảm nhậm sóng hạ âm trong không khí.